# Razdelna, Varna
Razdelna (în bulgară Разделна) este un sat în comuna Beloslav, regiunea Varna,  Bulgaria. 

## Demografie
Componența etnică a satului Razdelna
     Bulgari (89,34%)
     Nicio identificare (9,88%)
     Altele (0,77%)
La recensământul din 2011, populația satului Razdelna era de 516 locuitori. Din punct de vedere etnic, majoritatea locuitorilor (89,34%) erau bulgari. Pentru 9,88% din locuitori nu este cunoscută apartenența etnică.